# Mirbel
Mirbel ist eine französische Gemeinde mit 37 Einwohnern (Stand: 1. Januar 2022) im Département Haute-Marne in der Region Grand Est. Sie gehört zum Kanton Bologne und zum Arrondissement Chaumont. Die Bewohner werden Mirbellois und Mirbelloises genannt.

## Geografie
Die Gemeinde Mirbel liegt 23 Kilometer nördlich von Chaumont. Sie ist umgeben von folgenden Nachbargemeinden:
| Ambonville |                                             | Cerisières   |
|            | Kompassrose, die auf Nachbargemeinden zeigt | Vignory      |
| Marbéville |                                             | La Genevroye |

## Bevölkerungsentwicklung
| Jahr                       | 1962 | 1968 | 1975 | 1982 | 1990 | 1999 | 2008 | 2019 |
| -------------------------- | ---- | ---- | ---- | ---- | ---- | ---- | ---- | ---- |
| Einwohner                  | 86   | 90   | 77   | 68   | 47   | 47   | 57   | 43   |
| Quellen: Cassini und INSEE |      |      |      |      |      |      |      |      |